# 로슈포르 (샤랑트마리팀주)
로슈포르(프랑스어: Rochefort)는 프랑스 푸아투샤랑트 샤랑트마리팀주에 위치한 도시로 면적은 21.95km2, 인구는 25,676명(2006년 기준), 인구 밀도는 1,200명/km2이다.

## 역사
로슈포르 땅은 오니스, 산톤쥬 해안과 샤랑트강 방어선의 일부를 이루고 있었다. 로슈포르 성은 샤랑트강 만곡부에서 명확하게 분리되어 있었다.
13세기까지 이 땅의 영주는 로슈포르 가였다. 잉글랜드 왕국령과 자연의 경계로 간주되어 이 땅은 필리프 4세에게 팔렸다. 1360년 부레티니 조약에 의해 에드워드 3세의 손에 넘어갔지만, 1372년에 샤를 5세가 탈환했다. 1462년까지 국왕령이었지만, 그후 토레모이유 가로 넘어갔다. 1537년에 다시 국왕령이 되고, 1599년에 앙리 4세는 이 로슈포르 땅을 작은 영주였고, 왕의 침실부 담당이었던 아드리안 드 로제르에게 매각했다. 그의 가문이 1665년까지 영주였다.
1660년경 리슐리외 추기경에 의해 창설된 프랑스 왕국 해군은 장비가 빈약해서, 바다를 건널 수 있는 능력을 가진 선박은 소수에 불과했다. 루이 14세는 샤를 콜베르 드 테론에게 해군 공창을 수용할만한 규모의 ‘피난, 방어, 무기를 조달할 수 있는’ 위치를 대서양 연안에 찾도록 명령했다. 해안을 몇 년 동안 조사한 후, 1665년에 로슈포르가 선정됐다. 그것은 다음과 같은 이유에서였다.
바다에서 20마일 정도 내륙의 샤랑트 강변에 있으며, 해상 공격으로부터 방어를 용이하게 할 수 있는 주변 습지로 둘러싸여 있기 때문에 육지 공격으로부터 방어가 가능하며, 산톤쥬는 소금이나 목재 등 자원이 풍부했다.
루이 14세의 명령에 의해 1666년 함선을 수용할 수 있는 군 조병창을 만들기 위해 로슈포르 성의 유적은 파괴되었다. 조병창이 들어서고, 공방과 상점이 생겨났다. 1677년에는 성장하는 인구에 맞추어 샤랑트에서 나무 파이프를 이용하여 물을 끌어왔다. 콜베르 드 테론 지휘 아래 도시는 급속하게 성장하였고, 1688년부터 1710년까지의 미셸 베곤이 감독관을 맡았던 시기는 조선이 매우 빠른 속도로 이루어졌다.(1692년까지 49척이었던 것이 전체로 약 350척이 되었다).
1757년 9월 로슈포르는 7년 전쟁의 영향으로 영국군에 의한 로슈포르 습격의 대상이 되었다.
왕국에서의 지불은 매우 열악했고, 임금이 체불되어 몇 개월을 기다려야 하는 경우도 있었다. 노동자들이 봉기해서 일을 중단하고 감독관 선박을 둘러싸는 경우도 있었다. 1777년 로슈포르에 감옥이 완성되었다. 이 감옥은 왕국에 있는 툴롱, 브레스트 감옥과 함께 삼대 감옥이 되었다. 이 감옥에 수감된 죄수는 사형 선고를 받은 사람들이었다. 1854년에 감옥은 폐쇄되었다.
1788년의 흉작으로 식량 위기가 발생했다. 1789년 4월에 빵을 만드는 장인들이 로슈포르를 약탈했다. 해군 장교의 대부분은 여전히 왕당파였으며, 공포 정치는 특히 가열을 거듭했다. 19명의 해군 장교를 포함한 52명이 단두대에서 처형되었다.
1926년 해군 조선소가 폐쇄되면서 급속한 쇠퇴가 이뤄어 졌다. 조선, 무기 보관, 군사 법원은 다른 곳으로 이동했다.

## 인구
| 연도 | 인구   | ±%      |
| ---- | ------ | ------- |
| 1806 | 14,615 | —       |
| 1820 | 12,389 | −15.2%  |
| 1876 | 27,012 | +118.0% |
| 1901 | 36,458 | +35.0%  |
| 1911 | 35,019 | −3.9%   |
| 1921 | 29,473 | −15.8%  |
| 1936 | 29,482 | +0.0%   |
| 1946 | 29,472 | −0.0%   |

| 연도 | 인구   | ±%    |
| ---- | ------ | ----- |
| 1954 | 30,858 | +4.7% |
| 1962 | 28,648 | −7.2% |
| 1968 | 29,226 | +2.0% |
| 1975 | 28,155 | −3.7% |
| 1982 | 26,167 | −7.1% |
| 1990 | 25,561 | −2.3% |
| 1999 | 25,797 | +0.9% |
| 2008 | 25,676 | −0.5% |

## 출신 인물
- 피에르 로티
- 모리스 메를로퐁티

## 자매도시
- 영국 버턴어폰트렌트
- 스페인 토레라베가
- 독일 파펜부르크

## 같이 보기
- 샤랑트마리팀주의 코뮌 목록
- 로슈포르의 연인들